# Polyamorous
«Polyamorous» es una canción de la banda estadounidense de metal alternativo Breaking Benjamin. Fue lanzado el 16 de junio de 2002 como el primer sencillo de su primer álbum de estudio Saturate, editado en agosto de 2002. La canción alcanzó el número 31 en la lista Billboard Alternative Songs de Estados Unidos y el número 19 en la lista Mainstream Rock Tracks.

## Video musical
Se produjeron dos videos musicales para "Polyamorous". La versión original, dirigida por Gregory Dark, trata sobre una pareja voyeurista que, con el uso de un joystick y varios monitores para cámaras ocultas, espía a otras parejas. Se ve a la banda tocando en las mismas cámaras que estas parejas, así como en una jaula con un efecto de voltaje eléctrico verde mientras él canta. La pareja voyeurista continúa espiando hasta que se ven a sí mismos en el monitor y miran hacia atrás para ver la misma cámara que usan para espiar. Esta es la versión que se encuentra en el DVD extra Dear Agony de Best Buy. Se puede ver aquí.
El segundo video, codirigido por Gregory Dark, para "Polyamorous" sirvió como vehículo promocional para el videojuego Run Like Hell: Hunt or Be Hunted. Presenta las mismas imágenes de la banda tocando en una piscina vacía intercaladas con clips cinematográficos del videojuego. El efecto de voltaje en los ojos y la boca de Burnley es azul en esta versión. Esta versión se puede ver como contenido extra de computadora en el CD Saturate. También se puede ver aquí.

## Lista de canciones
| Sencillo promocional n.1 |                       |          |  |
| N.º                      | Título                | Duración |  |
| 1.                       | «Polyamorous»         | 3:04     |  |
| 2.                       | «Call-Out Hook No. 1» | 0:11     |  |
| 3.                       | «Call-Out Hook No. 2» | 0:09     |  |

| Sencillo promocional n. 2 |                      |          |  |
| N.º                       | Título               | Duración |  |
| 1.                        | «Polyamorous»        | 2:58     |  |
| 2.                        | «Shallow Bay (demo)» | 4:03     |  |

## Posicionamiento en lista
| Lista (2002)                         | Posición |
| ------------------------------------ | -------- |
| Estados Unidos (Alternative Airplay) | 31       |
| Estados Unidos (Mainstream Rock)     | 19       |

## En otros medios
"Polyamorous" apareció en varios videojuegos, entre ellos Run Like Hell: Hunt or Be Hunted, WWE SmackDown! vs. Raw, WWE WrestleMania 21 y WWE Day of Reckoning. La canción "Firefly" de We Are Not Alone también está en WWE Day of Reckoning, WWE SmackDown! vs. Raw y WWE Wrestlemania 21.